# Hornice

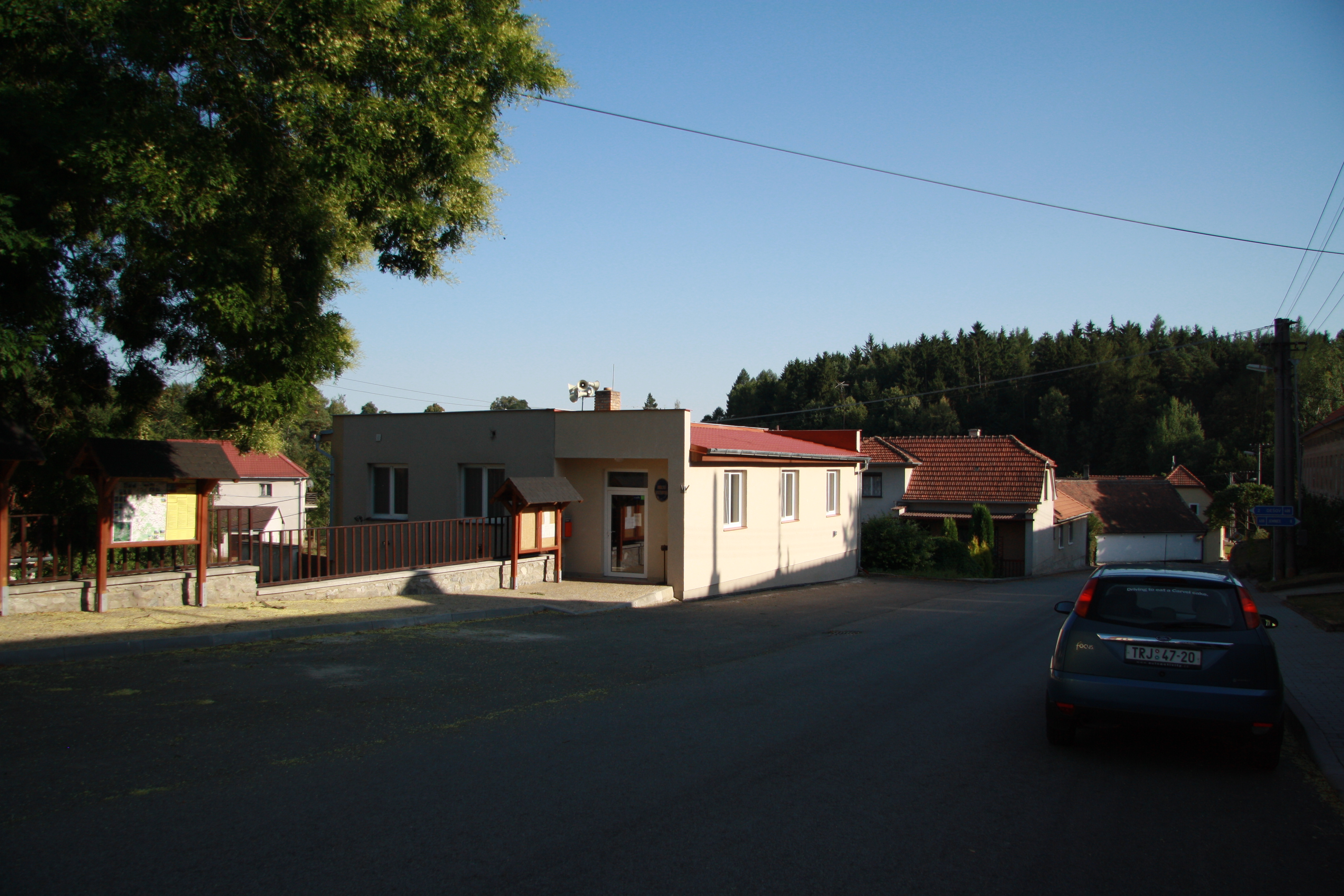
Ortszentrum

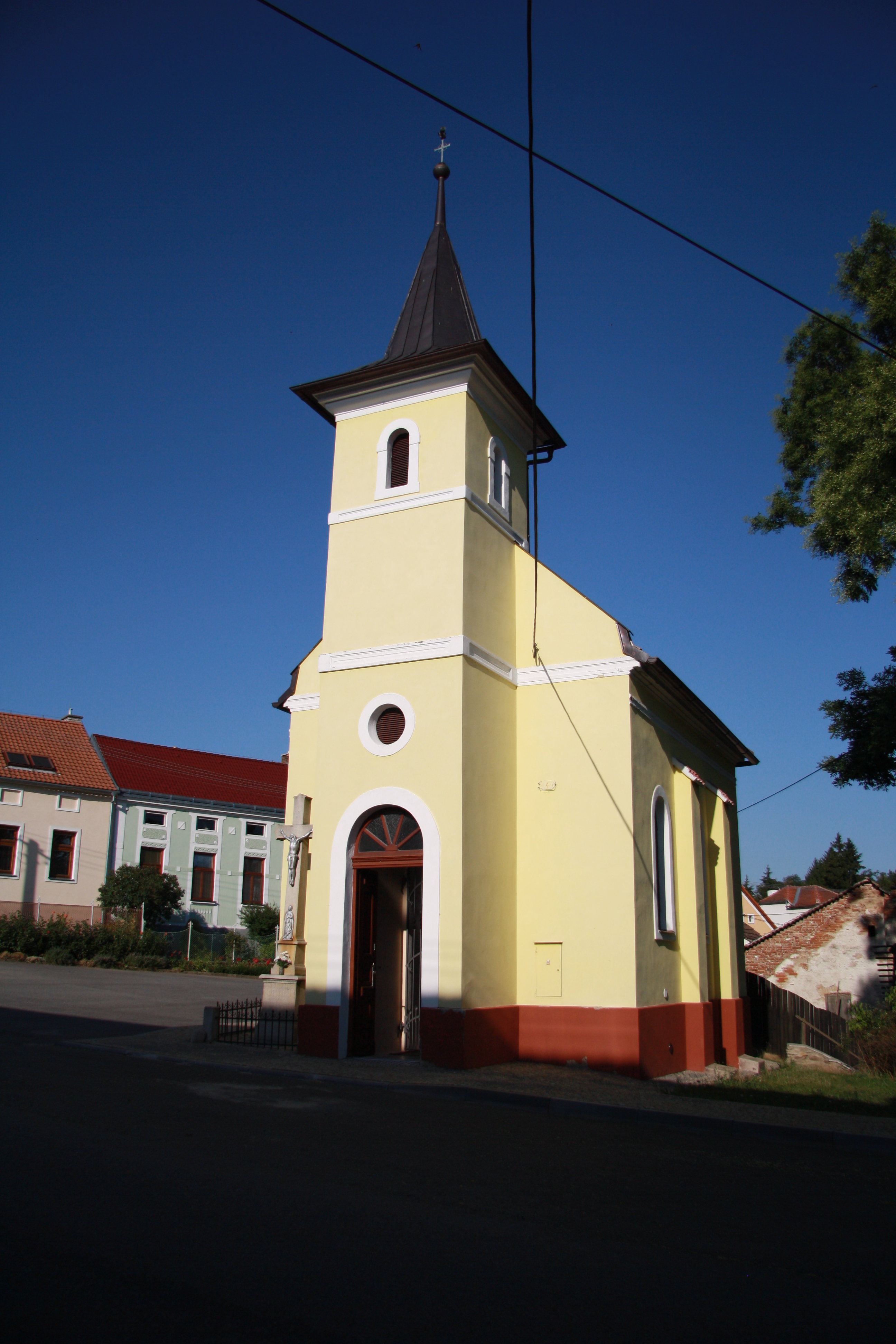
Kapelle des hl. Johannes von Nepomuk

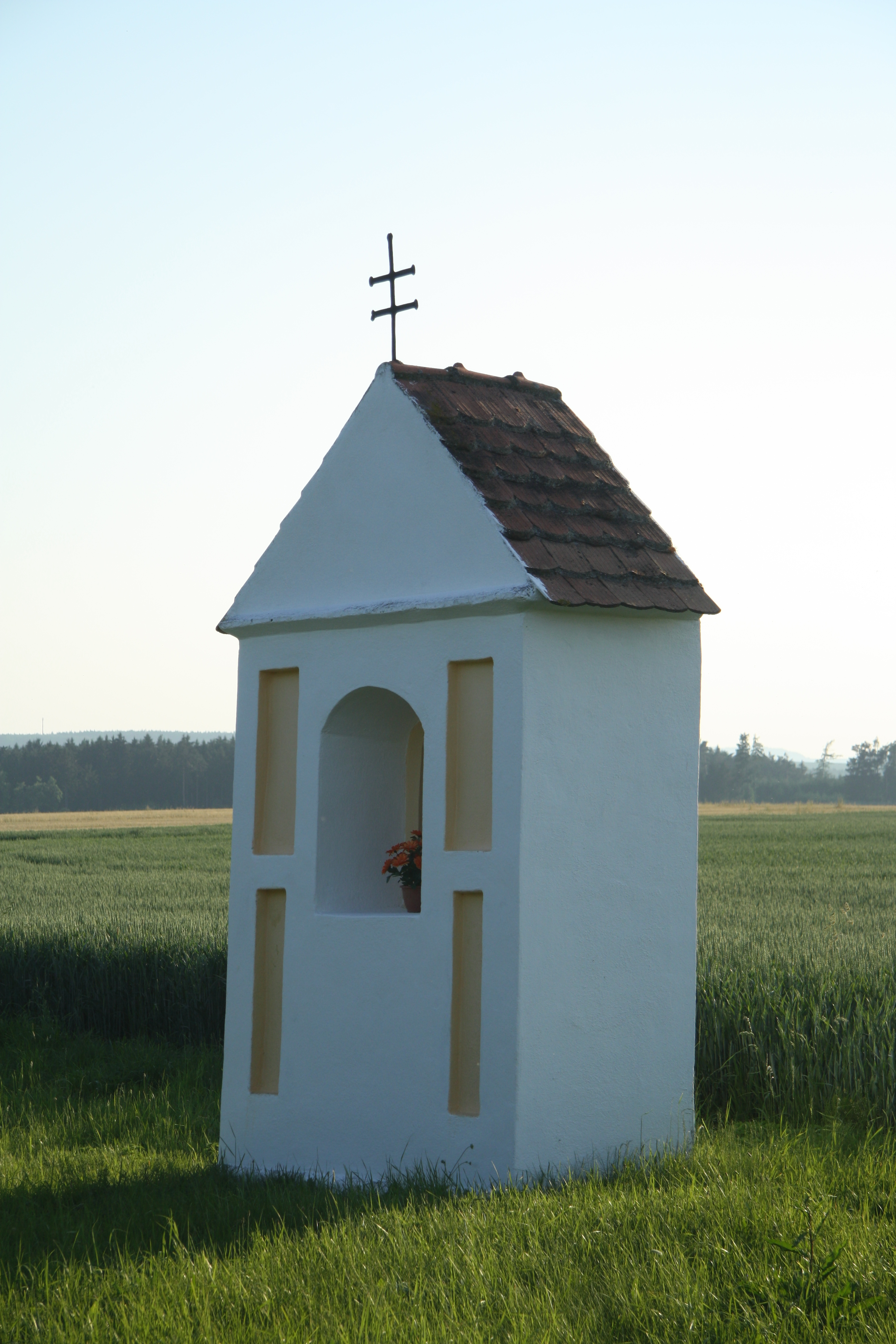
Nischenkapelle an der Straße nach Kojatice

Hornice (deutsch Hornitz) ist eine Gemeinde in Tschechien. Sie liegt neun Kilometer südöstlich von Jemnice und gehört zum Okres Třebíč.

## Geographie
Das Platzdorf Hornice befindet sich rechtsseitig des Baches Kojatický potok in der Dešovská pahorkatina (Deschauer Hügelland). Nordöstlich erhebt sich der Smilovský kopec (506 m. n.m.), im Osten der Vykáň (502 m. n.m.), südöstlich der Petrův kopec (482 m. n.m.) und im Südwesten die Lopata (465 m. n.m.). Am nordöstlichen Ortsrand liegt der Teich Hornický rybník, südöstlich der Bobák. An der südlichen Peripherie verläuft die Staatsstraße II/408 zwischen Jemnice und Dešov. Einen Kilometer westlich des Dorfes wird die Bihanka im Stausee Asuán gestaut.
Nachbarorte sind Třebelovice und Rácovice im Norden, Velký Újezd und Kojatice im Nordosten, Dešov im Südosten, Malý Dešov und Svobodův Mlýn im Süden, Kostníky, Tříletý Mlýn und Kdousov im Südwesten, Dobrá Voda im Westen sowie Mladoňovice im Nordwesten.

## Geschichte
Archäologische Funde belegen eine frühzeitliche Besiedlung der Gegend. Die bedeutendste Fundstätte ist die westlich von Hornice – bereits auf der Gemarkung von Mladoňovice – gelegene Burgstätte Hornice auf dem Sporn Turecký kopec über dem Tal der Bihanka, die von der Steinzeit bis ins Mährerreich bewohnt war. Funde slawischer Keramik wurden auch bei der Kapelle am Abzweig nach Velký Újezd, beim Haus Nr. 18 und in der Flur Dubá gemacht. An der Gemarkungsgrenze mit Kostníky liegt die mittelalterliche Ortswüstung Vosmoruby.
Die erste urkundliche Erwähnung des Dorfes erfolgte 1358, als der Vladike Filip von Kostník seiner Schwester Elisabeth einen Hof in Horonycz abtrat. Im Jahre 1369 erwarb Filip von Kostník das Dorf Horonycz von Johann Hrb. Ab 1375 war das Dorf der Sitz des Jindřich von Hornic und seiner Frau Eliška. Jindřichs Schwester Střezna, die mit Nikolaus von Jemnicz verheiratet war, nannte sich ebenfalls nach dem Dorf. Im Jahre 1407 verkaufte der frühere Brünner Münzmeister Martin von Radotic das Dorf Horynycze an Hermann von Lipník. Dessen Tochter Markéta nahm 1415 ihren Mann Milota von Šemíkovic in Gütergemeinschaft auf ihren Besitz in Horynycze auf. 1447 überließ sie den Freihof in Horzenicz dem Niklas Klouzal von Rynař. Dieser überschrieb 1464 das gesamte Dorf Hornicze an Štěpán von Slavíkovic. Nachfolgende Besitzer des Gutes waren ab 1484 Jan von Palowic und ab 1502 dessen Sohn Filip von Hornicz. Im Jahre 1515 überschrieb Filip von Hornicz das Dorf und den Freihof dem Adam von Bačkovice, der es mit seinem Gut Pullitz vereinte. Als Anna von Bačkovice, die Ehefrau des Wilhelm Kuna von Kunstadt 1527 das Gut Pullitz an Johann von Taikowitz verkaufte, wurde Hornice einschließlich der wüsten Feste als Zubehör aufgeführt. Eva Tawikowska von Taikowitz vererbte 1600 die Herrschaft Pullitz ihrem Mann Georg Christoph Teuffel von Gundersdorf, der sie 1602 an Ursula Lorantska von Inka verkaufte. Im Jahre 1606 trennte Lorantska die Dörfer Hornitz, Kojatitz, Baczkowitz, Děditz und einen Anteil von Tassau davon ab und veräußerte sie als Gut Kojatitz an Otto Kottulinsky von Kottulin. Da Kottulinsky unverheiratet blieb und keine Nachkommen hatte, bestimmte er seinen Diener zum Erben des Gutes. Dieser konnte den Eintritt des Erbfalls nicht abwarten und ermordete 1635 seinen Herrn. Nachdem das Verbrechen entdeckt worden war, zog die mährische Landeskammer das Gut Kojatitz ein und veräußerte es an Benedict Palastaj von Kasejov, der es 1636 für 14.500 Rheinischer Gulden an den Besitzer der Herrschaft Pullitz, Jakob Berchtold zu Ungarschitz verkaufte. Karl von Berchtold veräußerte die Herrschaft Pullitz 1821 an August von Segür.
Im Jahre 1834 bestand das im Znaimer Kreis gelegene Dorf Hornitz bzw. Hornice aus 21 Häusern mit 128 mährischsprachigen Einwohnern. Erwerbsquelle bildete die Landwirtschaft. Pfarrort war Groß-Augezd. August von Segür verkaufte am 18. Dezember 1837 die Dörfer Hornitz, Kojatitz und Dieditz einschließlich der Meierhöfe an Kojatitz und Wilhelmshof an Karl von Nimptsch, der die Güter seiner Herrschaft Neu Serowitz zuschlug. Bis zur Mitte des 19. Jahrhunderts blieb Hornitz der Herrschaft Neu Serowitz untertänig.
Nach der Aufhebung der Patrimonialherrschaften bildete Hornice / Hornitz ab 1848 einen Ortsteil der Gemeinde Kojatice im Gerichtsbezirk Mährisch Budwitz. Ab 1869 gehörte Hornice zum Bezirk Znaim; zu dieser Zeit hatte das Dorf 156 Einwohner und bestand aus 26 Häusern. 1896 wurde das Dorf dem Bezirk Mährisch Budwitz zugeordnet. Im Jahre 1900 lebten in Hornice 145 Personen; 1910 waren es 139. 1913 beschlossen die Einwohner den Bau einer Kapelle auf ihre Kosten. Nach dem Ersten Weltkrieg zerfiel der Vielvölkerstaat Österreich-Ungarn, das Dorf wurde 1918 Teil der neu gebildeten Tschechoslowakischen Republik. Im Jahre 1920 löste sich Hornice von Kojatice los und bildete eine eigene Gemeinde. Der durch den Krieg unterbrochene Kapellenbau wurde 1921 fertiggestellt und geweiht.
Beim Zensus von 1921 lebten in den 27 Häusern von Hornice 158 Tschechen. Im Jahre 1930 bestand Hornice aus 28 Häusern und hatte 168 Einwohner. Von 1939 bis 1945 gehörte Hornice / Hornitz zum Protektorat Böhmen und Mähren. Im Jahre 1950 hatte Hornice nur noch 119 Einwohner. Bei der Gebietsreform von 1960 wurde Hornice im Zuge der Aufhebung des Okres Moravské Budějovice dem Okres Třebíč zugeordnet. Von 1976 bis 1990 war Hornice nach Dešov eingemeindet. Beim Zensus von 2001 lebten in den 27 Häusern von Hornice 80 Personen.

## Sehenswürdigkeiten
- Kapelle des hl. Johannes von Nepomuk auf dem Dorfplatz. Die Grundsteinlegung erfolgte im Januar 1914 durch den Baumeister Josef Hrůza; noch im selben Jahre wurde das Bauwerk rohbaufertig. In Folge des Ausbruchs des Ersten Weltkrieges 1914 wurden die Arbeiten an der Kapelle eingestellt und erst 1920 wieder aufgenommen. Am 20. Mai 1921 weihte der Pfarrer Jan Konečný aus Velký Újezd die Kapelle. Die Baukosten von 44.887 Kčs, die den Vorkriegsanschlag von 5144 K um ein Vielfaches überstiegen, wurden von den Einwohnern getragen.[5]
- Steinernes Kreuz vor der Kapelle
- Nischenkapelle an der Straße nach Kojatice
- Wüste Feste Hornice, südlich des Dorfes an dem Hügel zwischen dem Kojatický potok und dem Bobák[6]
- Frühzeitliche Burgstätte Hornice, anderthalb Kilometer westlich des Dorfes auf dem Sporn Turecký kopec über dem Tal der Bihanka. Archäologische Untersuchungen durch Jiří Meduna erbrachten Funde, die von der Steinzeit bis ins Mährerreich datieren. Zuletzt diente sie zusammen mit der Burgstätte Bítov und der sog. Palliardi-Burgstätte bei Vysočany als großmährische Grenzbefestigung im Bereich der Želetavka.